# 海兰江大血案

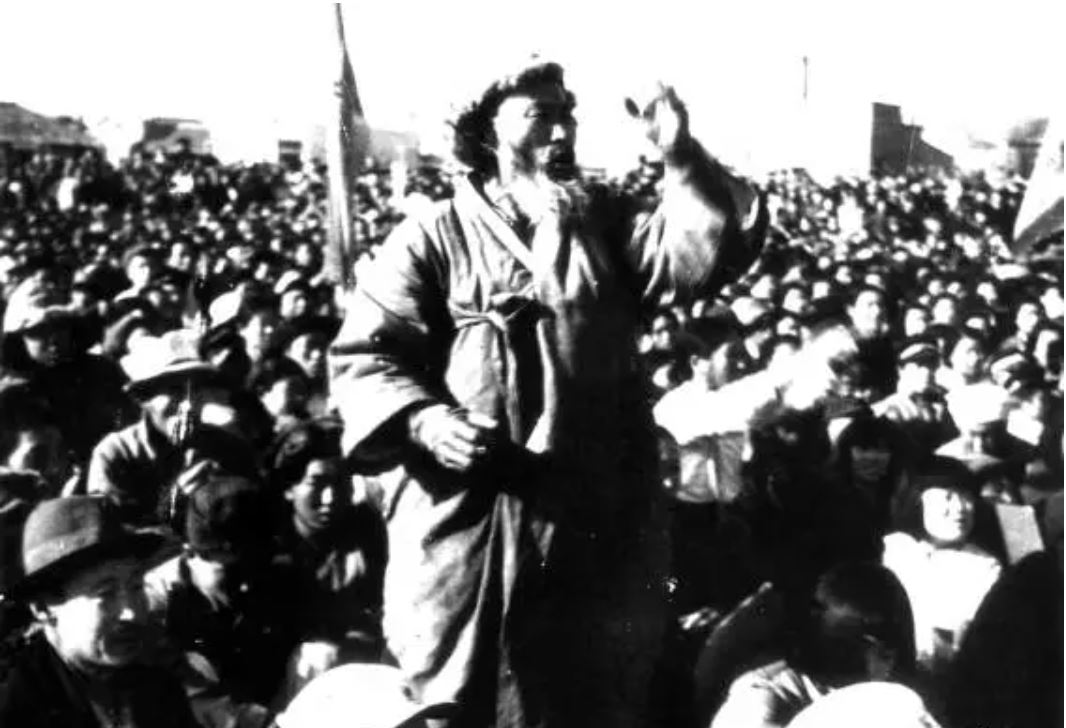
控诉海兰江大血案罪恶的群众

海兰江大血案指1931年九一八事变后侵华日军和亲日自卫团在延吉县海兰抗日游击区实施的大屠杀。根据1946年11月12日中共吉林省委机关报《人民日报 (朝鲜文版)》的记载，1932年至1933年期间，日军和自卫团先后对海兰根据地进行了94次讨伐，杀害革命者和无辜民众1700多人:706。

## 背景
花莲里是位于布尔哈通河和海兰江会合口东岸的一个朝鲜族聚居村，有12个自然屯，共200余户人家。1930年代初，中共东满特委以花莲里为中心成立中共海兰区委，组建武装队，领导当地农民开展减租减税斗争。:20-21:1
1931年九一八事变后，海兰区委根据中共抗日指示领导群众开展除奸、清算地主，夺取武器等斗争，开辟出以花莲里为中心的海兰抗日游击区。日本人为除掉花莲里这个心腹之患，向当地汉奸给出了杀一个共产党奖7元，杀一个干部奖15元，活捉一个多发1支枪的悬赏，并称“翻花莲里的天，覆花莲里的地”，“打死100个朝鲜人，其中至少有1个共产党”。亲日汉奸、被斗地主纷纷组建自卫团。:142:1

## 经过
1931年10月15日，以汉奸崔南顺、朴熙善等人为首的自卫团根据日本领事馆的指示与日军警一起讨伐海兰游击区。在不到5天的时间内，讨伐队杀害了金明浩、金学善等27名干部和无辜群众。同年10月30日，讨伐队在各村又杀害了15人。年仅7岁的金石松被刺死。金学善怀有身孕的妻子和3个兄妹被用火烧死。金泰极的4名家属和4名外来干部也被杀害:142:110。同年11月16日，河东、小营子和广济自卫团与日军守备队骑兵和军警再次讨伐花莲里。金东一的父亲等21名群众被杀害:2。 
1932年2月，中共东满特委发动“春荒斗争”。花莲里农民将亲日汉奸金成基、许秉八、金东厚等人游街示众，并抄了他们的财产。同年3月27日，日本守备队50多人在被批斗汉奸的请求下进行报复，突袭花莲里、中村和柳亭等地。金龙珠、金道济、李东根等20多人被杀害:2:267。同年7月，中共海兰区委以金顺德的农民赤卫队为基础在花莲里正式组建“花莲里抗日游击队”。同年9月6日（农历八月初六），中共海兰区委与游击队在柳亭村开会。由于叛徒白昌宪告密，参会人员在当晚凌晨3点多被日本守备队和自卫团包围。海兰区委书记等3名中共干部，30名游击队员和20名村民共53人被杀害。中共海兰区委被破坏，柳亭村变成无人区，史称“八·七惨案”:3:143。
在“八·七惨案”后的6个月中，日军和自卫团又先后讨伐花莲里十余次:3。1932年11月16日，3名在地洞养病的革命者被活活烧死。担任放哨任务的金尚益被包围后拉响手榴弹与敌同归于尽。1933年1月7日（农历1932年腊月十二），花莲里百余人被讨伐队屠杀。金贵松、朴元石被杀害后，被分尸，扔进火堆或开水锅内。金奎植被挖去双眼后暴打。俞一男颈部被刺后，被放在磨盘上碾碎。他4岁的儿子被刺刀刺死，弟弟被砍头，妻子受尽侮辱后被杀害:22:3-4。海兰区人民被迫迁往依兰乡，海兰抗日游击区最终变成无人区:269:22。海兰区游击队转移至王隅沟抗日根据地后与延吉县其它游击队合并成立“延吉县游击大队”。金顺德任第一中队长:111。

## 清算
1945年8月日本投降后，中共延吉县委派宋振廷工作组调查海兰江大血案真相。1946年8月，工作组在延吉县河东村找到了曾在花莲里坚持抗日的金信淑。她的丈夫金学俊牺牲前是中共延吉县海兰去委负责人。1932年12月10日，金学俊被河东自卫团逮捕，被押在龙井日本领事馆。在牺牲前，他把一封题为《河东自卫团屠杀革命同志实录》的遗书秘密交给金信淑。根据这封遗书，海兰江大血案18名主犯被逮捕。1946年10月，中共在延吉市西广场（今延吉市人民政府大楼西）召开了海兰江大血案清算大会。包括600多名被害者家属在内的1万多人参加了大会。许多已经移居朝鲜的被害者家属也闻讯赶来。10余名主犯最终受到历史审判，得到应有的惩罚。:23-24:269